# Физико-математический лицей № 27 (Харьков)
Коммунальное учреждение «Харьковский физико-математический научный лицей № 27 Харьковского городского совета» — харьковская школа с
физико-математическим уклоном. Располагается в старинном здании XIX век]. За 100 лет школа сменила много хозяев, постоянно меняла направления — от торговой школы до военных курсов. Статус лицея учреждению был присвоен в 1990 году.

## История

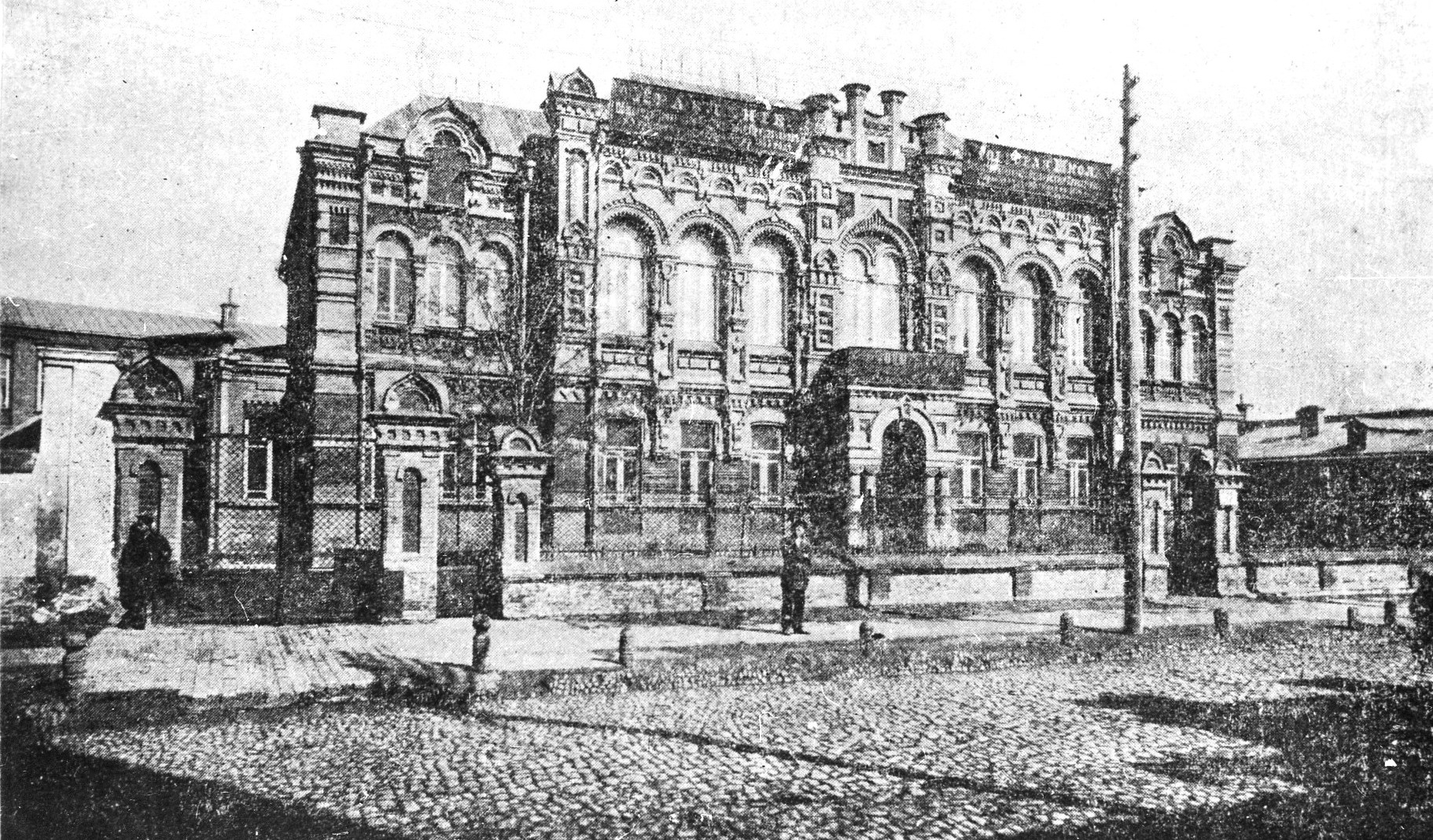
Здание гимназии/торговой школы до революции

### XIX век
Здание № 14 по улице Марьинской было построено в XIX веке. Там располагался особняк баронессы А. С. Унгерн-Штенберг (Лазаревой), дочери основателя Гольберговской церкви, известного купца Г. О. Гольберга.

### XX век
В 1899 году баронесса умерла и в здании № 14 расположилась Харьковская мужская гимназия № 4. Здание № 12 по улице Марьинской построено по проекту архитектора Бориса Николаевича Корнеенко в 1901—1904 годах. Тут расположилась Торговая школа взаимного вспоможения приказчиков, которая просуществовала с 1901 по 1917 год. В начале XX века здания были объединены пристройкой.
В довоенные годы здесь находилась средняя школа № 37.
В 1941 году здание было занято нацистскими войсками. При отступлении оно было взорвано, но вскоре его заново отстроили по тому же плану.

Табличка на входе в лицей

В 1963 году открылась первая в Харькове физико-математическая школа. Школа заняла здание постройки начала века на улице Марьинской. Инициаторами её открытия были член-корреспондент Академии наук УССР, профессор ХГУ Н. И. Ахиезер и доцент, а в будущем также профессор, Ю. В. Гандель. Первым директором был назначен Иван Федотович Бульба. В открытии физматшколы помогали также учёные-математики В. А. Марченко и Ю. И. Любич. Первыми учителями новой школы стали преподаватели и аспиранты механико-математического и физико-технического факультетов ХГУ, а наплыв желающих учиться в математических классах в первый год был таким, что в параллели набирали до семи классов, породив необычную систему нумерации (9-1, 9-2 и т. д. вместо 9"А", 9"Б").
В 1964 году в школе открылась библиотека.
В 1990 году физико-математическая школа получила статус лицея. С тех пор это одно из лучших учебных учреждений Украины.

### XXI век
В 2004 году Ненашев И. Ю., известный физик и учитель лицея, был назначен директором.
В 2008 году на пост директора поступила Ерёменко Ю. В. Во время её пребывания на посту директора, в 2008 году, в лицее был начат капитальный ремонт. Летом 2008 года в кабинете физики случился пожар. Практически полностью сгорели кабинеты 24 и 24а, зал славы лицея. Основной версией пожара считается возгорание электрической проводки. Ущерб, включая прогоревшую крышу, был оценён в 285 тысяч гривен, деньги на ремонт было решено выделить из резерва городского бюджета.

## Здание
Лицей располагается в старинном трёхэтажном здании, архитектурном памятнике XIX века. На фасаде лицея расположены мемориальные доски Н.И. Ахиезеру (основателю физико-математической школы № 27) И. Ф. Бульбе (первому директору физико-математической школы № 27), Б. Н. Корниенко (архитектору здания).

### Зал Славы
Зал Славы — главное место в лицее. Там висит много стендов по истории лицея и его успехах. В 2008 году, при пожаре, он сильно пострадал и стенды сгорели. После пожара стенды были заменены.

### Библиотека
К 2011 году фонд библиотеки составляет более 21 тысячи экземпляров книг, из них около 12 тысяч учебников. Кроме того имеется большое количество брошюр, карт, плакатов, видеоматериалов. Ежегодно лицей выписывает несколько десятков наименований газет и журналов как в помощь учебному процессу, так и разностороннему развитию личности.

## Структура лицея

### Директора
| Директора                    | Директора   |
| ФИО                          | Период      |
| ---------------------------- | ----------- |
| Бульба Иван Федотович        | 1963—1982   |
| Лободюк Татьяна Вячеславовна | 1982—2004   |
| Ненашев Игорь Юрьевич        | 2004—2007   |
| Ерёменко Юлия Викторовна     | 2008 — н.в. |

### Педагогический коллектив
В лицее преподают три кандидата наук и пять Заслуженных учителей Украины. Один из педагогов лицея, Илья Маркович Гельфгат, автор более 20 сборников задач, имеющих гриф Министерства образования и науки Украины, также награждался орденом «За заслуги» и званием почётного гражданина Харькова. Ордена «За заслуги» III степени удостоены также преподаватели лицея Сергей Александрович Лифиц (2010) и Александр Лазаревич Берштейн (2011). Одним из первых преподавателей школы был автор всесоюзного учебника истории средних веков, лауреат Государственной премии СССР Григорий Маркович Донской. Возглавляет лицей Юлия Викторовна Ерёменко. Преподавание всех дисциплин в лицее ведётся по эксклюзивным программам, для которых составлены авторские учебники.
Всего в лицее работают 52 педагога: наряду с перечисленными выше учителями тут работают 18 учителей-методистов, 4 старших учителя и 9 отличников образования.
| Известные учителя              | Известные учителя           | Известные учителя | Известные учителя |
| ФИО                            | Звание                      | Год награждения   | Описание |
| ------------------------------ | --------------------------- | ----------------- | --- |
| Раевская Наталья Фёдоровна     | Заслуженный учитель УССР    | 1983 год          | Учитель русского языка и литературы                                                                                             |
| Столин Аркадий Владимирович    | Заслуженный учитель УССР    | 1988 год          | Учитель математики |
| Жигулина Александра Дмитриевна | Заслуженный учитель Украины | 1992 год          | Учитель физики |
| Лободюк Татьяна Вячеславовна   | Заслуженный учитель Украины | 1992 год          | Первый директор лицея. Учитель физики                                                                                           |
| Илья Маркович Гельфгат         | Заслуженный учитель Украины | 2001 год          | Кандидат физико-математических наук, кавалер ордена «За заслуги» III и II степени, почётный гражданин Харькова. Учитель физики. |
| Харик Елена Ефимовна           | Народный учитель Украины    | 2013 год          | Учитель математики |
| Юсупова Лариса Михайловна      | Заслуженный учитель Украины | 2002 год          | Учитель математики |
| Шаламов Руслан Васильевич      | Заслуженный учитель Украины | 2002 год          | Учитель биологии |
| Лифиц Сергей Александрович     | Заслуженный учитель Украины | 2003 год          | Учитель математики |
| Берштейн Александр Лазаревич   | Заслуженный учитель Украины | 2007 год          | Учитель математики |
| Стрельченко Неля Наумовна      | Заслуженный учитель Украины | 2012 год          | Учитель математики |
| Ненашев Игорь Юрьевич          | Заслуженный учитель Украины | 2012 год          | Учитель физики |
| Щербина Алексей Сергеевич      | Заслуженный учитель Украины | 2015 год          | Кандидат физико-математических наук. Учитель математики                                                                         |

## Учебный процесс
1 куплет:
Я люблю ФМЛ,
Что само по себе и не ново,
Ты открыл нам аспект —
Постижения — жизни основы.
2 куплет:
Мир науки велик
И рождён древним мыслящим кланом.
ФМЛовцы мы,
Мы достойны своих ветеранов.
3 куплет:
Если где-то в стране
Достижения вновь появились —
Я уверен, над тем
ФМЛовцев племя трудилось.
4 куплет:
Чтобы жил новый век,
И тепла надо много, и света,
И тебе, ФМЛ, мы клянемся,
Что выполним это.

### Обучение
Для учеников 3-4 классов работают подготовительные курсы, которые готовят их к поступлению в лицей.
Для поступления в лицей надо сдать вступительный экзамен. Если экзамен пройден успешно (хотя бы 20 баллов), то ученик должен пройти собеседование, где разговаривает с директором и учителями, и они решают, будет ли ученик принят в лицей. Также нужно принести клятву лицеиста.
Обучение в лицее проходит с 5-го класса по 11-й. Уклон — физико-математический. Сейчас в лицее обучается более 550 человек.
Язык обучения - украинский.
В лицее приняли решение носить форму одного образца с логотипом лицея.

### Кружки
В лицее проводятся кружки по различным предметам и консультации.
Предметные:
- История — обсуждение спорных вопросов на исторические темы в плане подготовки к турнирам по истории и интеллектуального развития.
- Занимательная математика — кружок по математике, проводится всеми учителями данного предмета.
- Физика — заключает в себя помощь в решении олимпиадных задач и задач повышенной сложности.
- Химия — здесь ученики приобретают новые знания, проводят удивительные опыты.

Спортивные:
- Футбол — кружок по футболу. Здесь ученики учатся профессионально играть в футбол.
- Настольный теннис — кружок профессионального настольного тенниса.
- Баскетбол — кружок профессионального баскетбола.
- Спортивное ориентирование — здесь ученики учатся навыкам ориентирования.

Другие:
- Журналистика — кружок, на котором ученики изучают журналистику и репортёрское мастерство.
- Театр — кружок театрального мастерства.
- Оскар — клуб мирового танца.
- Возможности Интернет — кружок по изучению современных информационных технологий.

## Атрибутика
Атрибутика лицея — это его эмблема, флаг, символика, гимн, клятва и кодекс лицеиста.

### Лицейская символика
В лицее изготавливается разнообразная сувенирная и презентационная продукция с лицейской символикой — футболки, бейсболки, чашки, флажки, вымпелы, календари и другие рекламные изделия. Всё это активно используется в учебном процессе для поощрения учащихся и с презентационными целями.

### Кодекс лицеиста
Лицеист:
1. Поступает по отношению к другим так, как он бы хотел, чтобы поступали по отношению к нему
2. Хранит верность слову и своим обязанностям
3. Отказывается выполнять требования кого бы то ни было, если они бесчестны
4. Во всём руководствуется собственным чувством справедливости
5. Не кривит душой
6. Никому и никогда не угождает: ни людям, ни мнениям, ни деньгам
7. Доброжелателен и внимателен ко всем людям
8. Не вступает в борьбу с более слабым противником
9. Не отступает перед трудностями
10. Изящество и изысканность манер заставляют думать, что ему всё даётся легко

Мемориальная доска о И. Ф. Бульбе на фасаде лицея

## Символы

### Кубок знаний
Кубок знаний — один из символов лицея. Передаётся от 11 класса к 10-м.

### Печатные издания
В лицее издаются газета «Вестник лицея» и журнал «Поиск».
- Вестник лицея — официальная газета лицея. Газета выходит на Новый год, Восьмое марта, Последний звонок и День Учителя. Статьи в газету пишут ученики, кроме того в каждом выпуске печатаются стихи учеников лицея. В 2007 году газета была признана лучшей на Национальном конкурса школьных газет[20].
- «Поиск» — научный журнал, издаваемый лицеем. В нём затрагиваются темы математики и физики, известных научных конкурсов и праздников.

* Вступая в славные ряды лицеистов, я по собственной воле, сознательно, выбираю путь знаний, и как бы мне ни было трудно, я не сверну с избранного пути.
* Клянусь быть достойным звания лицеиста! Клянусь!
* Клянусь хранить всегда и везде любовь и верность традициям родного лицея! Клянусь!
* Клянусь трудится на благо нашей молодой независимой Украины! Клянусь!
* Клянусь отдавать все свои силы, чтобы моя родина заняла достойное место среди первых держав нашей планеты! Клянусь!
* Клянусь каждым ударом сердца, каждым прожитым днём утверждать на земле мир и счастье людей. Клянусь! Клянусь! Клянусь!

## Достижения
В рейтинге школ Харькова, составляемом газетой «Сегодня», лицей № 27 с 2008 года четыре года подряд уверенно занимал первое место по результатам тестирования по математике, которое на «отлично» проходили, соответственно, 88,6, 92,3, 96,9 и 95,5 % учащихся лицея. В 2009 году лицей возглавил список лучших школ города в общем зачёте по 11 предметам.
Учащиеся лицея стабильно показывают хорошие результаты на предметных олимпиадах. Так, только за 2008 год 17 учеников лицея стали победителями Всеукраинских олимпиад, а двое стали призёрами Международной олимпиады по физике. В том же году семь учащихся лицея были удостоены стипендий президента Украины. В 2010 году свыше 20 учеников лицея стали победителями Всеукраинских математических олимпиад. Всего за время работы лицея с 1992 по 2011 год его ученики завоевали на международных олимпиадах (в основном физических и математических) около трёх десятков медалей, в том числе и высшего достоинства.
- В 1993—2003 годах в 11-ти Харьковских открытых ТЮФах команда ХФМЛ № 27 побеждала 10 раз.
- С 1993 по 2003 годы в 11-ти Всеукраинских ТЮФах команда лицея 5 раз занимала 3-е место, 1 раз-второе место и 5 раз становилась победителем.
- В 1997—2002 годах призёрами областных олимпиад стали 464 лицеиста.
- За 1991—2002 годы во Всеукраинских предметных олимпиадах приняли участие 257 лицеистов, из которых 211 стали призёрами и победителями.
- С 1994 по 2000 год 88 учащихся лицея становились призёрами Соросовских олимпиад.
- С 1992 по 2002 год в Международных предметных олимпиадах участвовали 15 лицеистов и все стали победителями, завоевав медали разного достоинства
- В целом, по итогам участия в олимпиадах лицей много лет занимает абсолютное первое место среди школ Харькова и области.

Лицейские команды и лицеисты ежегодно принимают самое активное и результативное участие в большом числе всевозможных соревнований, игр, фестивалей — Всеукраинских турнирах юных биологов, юных изобретателей и рационализаторов, международных играх «Кенгуру», «Русский медвежонок», «Львёнок», математическом турнире «Кубок им. Колмогорова», турнире им. Ломоносова, турнире городов Причерноморья, Винницком турнире чемпионов, турнире «Математика 6-8» журнала «Квант», Московском математическом празднике, конкурсе-защите научно-исследовательских работ МАН, Харитоновских чтениях (Россия), областных и Всеукраинских этапах интеллектуальных игр «Что? Где? Когда?», «Брэйн-ринг» и др.

## Известные выпускники
| Выпускники                       | Выпускники |
| ФИО                              | Заслуги |
| -------------------------------- | --- |
| Дринфельд, Владимир Гершонович   | Лауреат Филдсовской премии. |
| Левина, Ольга Вадимовна          | Многократная чемпионка мира по шашкам. |
| Виленкин, Александр Владимирович | Американский физик и космолог. Специалист в области теории космических струн и квантовой гравитации, популяризатор науки. Директор института космологии Университета Тафтса (США). Профессор. |
| Симсон, Эдуард Альфредович       | Профессор НТУ «ХПИ». Президент АО «Украинские информационные системы», Лауреат Государственной премии Украины в области науки и техники. |
| Александр Медовой                | Председатель наблюдательного совета Kharkiv IT Cluster. Президент и CEO AltexSoft. |
| Мураев, Евгений Владимирович     | Украинский политик. Депутат Харьковского областного совета двух созывов, депутат Верховной рады Украины VII созыва и VIII созыва. Член парламентского комитета по вопросам налоговой и таможенной политики. Экс-председатель политического совета партии «За життя». Основатель и лидер партии «Наши». |
| Малеев Алексей Викторович        | Директор Центра развития ИТ-образования, Директор по технологическому предпринимательству, Проректор по международным программам и технологическому предпринимательству МФТИ. |
| Щербина, Мария Владимировна      | Украинская ученая-математик. Член-корреспондент НАНУ, лауреат премии НАН Украины имени Остроградского за серию работ «Вероятностные задачи в группах и в спектральной теории» (2008) |